# Shunta Nagai
Shunta Nagai (永井 俊太?, Nagai Shunta; Tokyo, 12 luglio 1982) è un ex calciatore giapponese, di ruolo centrocampista.
È figlio di Yoshikazu Nagai, ex calciatore ed allenatore che vanta 69 presenze con la maglia della nazionale giapponese.